# Vesica piscis

Vesica piscis ist die Schnittfläche von zwei kongruenten Kreisflächen, wobei der Mittelpunkt eines Kreises jeweils auf dem Rand des anderen Kreises liegt.

Vesica piscis (lat. für „Fischblase“) steht für eine geometrische Figur, die die linsenförmige Schnittfläche zweier gleich großer Kreise darstellt, die so relativ zueinander liegen, dass der Mittelpunkt jedes Kreises auf dem anderen Kreis liegt, so dass der Abstand zwischen den beiden Mittelpunkten gleich dem Kreisradius r ist. Dies bedingt, dass in die Linsenkontur zwei gleichseitige Dreiecke mit einer gemeinsamen Seite der Länge r hineinpassen.
Diese geometrische Figur findet in der Sakralarchitektur häufige Verwendung und wird dort als Mandorla (it. für „Mandel“) bezeichnet. Sie umschließt mit ihren äußeren Konturen oftmals eine Heiligenfigur. Auch als Ornament in Fenstern von Gebäuden aus der Gotik wird sie verwendet. Euklid soll diese Figur als erster beschrieben haben.

## Berechnung

Verdeutlichung der im Text genannten Flächenanteile: Gleichseitiges Dreieck und 60°-Kreissegment

Das Verhältnis von Längs- zu Querdurchmesser der Linsenfigur ist entsprechend der Trigonometrie der beiden gleichseitigen Dreiecke gleich {\displaystyle 2\sin 60^{\circ }={\sqrt {3}}}.
Die Quadratwurzel aus 3 liegt nach Archimedes zwischen den angenäherten Bruchzahlen:
{\displaystyle {\frac {1351}{780}}>{\sqrt {3}}>{\frac {265}{153}}\,.}
Die Flächen berechnen sich wie folgt:
r ist der Kreisradius und gleichzeitig die Seitenlänge der beiden inwendigen gleichseitigen Dreiecke, also hiermit der kleinere der beiden Durchmesser der Linse.
Hieraus lässt sich die Fläche des Sektors berechnen, der sich aus einem Kreissegment mit 1/6 des Kreisumfanges (nämlich 60° von 360°) und einem inwendig befindlichen gleichseitigen Dreieck zusammensetzt:
{\displaystyle {\frac {1}{6}}\pi r^{2}}
Die Fläche des gleichseitigen Dreieckes erschließt sich wie folgt aus dem Wert für r:
{\displaystyle {\frac {\sqrt {3}}{4}}r^{2}}.
Die Fläche eines Segmentes ergibt sich aus der Differenz zwischen diesen beiden Flächen:
{\displaystyle {\frac {1}{6}}\pi r^{2}-{\frac {\sqrt {3}}{4}}r^{2}}
Aus der Fläche der beiden Dreiecke und vier Segmente ergibt sich die Fläche der Vesica piscis:
{\displaystyle {\frac {1}{6}}\left(4\pi -3{\sqrt {3}}\right)r^{2}\approx 1{,}2284\,r^{2}}
Aus den oben bereits ermittelten Teilflächen ergibt sich die Fläche der Vesica piscis über folgende Schritte:
{\displaystyle 2*{\frac {\sqrt {3}}{4}}r^{2}+4*({\frac {1}{6}}\pi r^{2}-{\frac {\sqrt {3}}{4}}r^{2})}
Ausklammern von {\displaystyle r^{2}} und Ausmultiplizieren der Anzahl der Teilfiguren:
{\displaystyle r^{2}({\frac {\sqrt {3}}{2}}+{\frac {4}{6}}\pi -{\sqrt {3}})}
Mit gleichnamigen Brüchen:
{\displaystyle r^{2}({\frac {3{\sqrt {3}}}{6}}+{\frac {4}{6}}\pi -{\frac {6{\sqrt {3}}}{6}})}
Ersten und dritten Summanden zusammengefasst:
{\displaystyle r^{2}({\frac {4}{6}}\pi -{\frac {3{\sqrt {3}}}{6}})}
Ausklammern von {\displaystyle {\frac {1}{6}}}
{\displaystyle {\frac {1}{6}}(4\pi -3{\sqrt {3}})r^{2}}
Wegen der Verwendung der Quadratwurzel aus der Zahl drei und der Zahl π – zweier irrationaler Zahlen – lässt die Fläche sich numerisch nur näherungsweise angeben.

## Vesica piscis und Goldener Schnitt

teilt im Goldenen Schnitt.

Die abgebildete Gesamtfigur enthält eine Vesica-piscis-Figur, die von den Bogenpaaren der beiden kleineren Kreise umrandet ist.
In der abgebildeten Figur sind zwei Kreise mit dem Radius {\displaystyle {\overline {AB}}} und den Mittelpunkten {\displaystyle A} und {\displaystyle B} sowie zwei weitere Kreise mit dem doppelt so großen Radius {\displaystyle {\overline {AF}}={\overline {BE}}} und denselben Mittelpunkten {\displaystyle A} und {\displaystyle B} dargestellt. Der Mittelpunkt der Strecke {\displaystyle AB} sei {\displaystyle O}. {\displaystyle C} und {\displaystyle D} seien die Schnittpunkte der beiden kleineren und {\displaystyle X} einer der Schnittpunkte der beiden größeren Kreise, so dass {\displaystyle O}, {\displaystyle D} und {\displaystyle X} auf einer gemeinsamen Geraden liegen.
Dann gilt {\displaystyle {\overline {CX}}=\Phi \cdot {\overline {CD}}}, also teilt der Punkt {\displaystyle D} die Strecke {\displaystyle CX} im Goldenen Schnitt.
Beweis:
Ohne Beschränkung der Allgemeinheit wird {\displaystyle {\overline {OA}}={\overline {OB}}=1} gewählt. Dann gelten die Beziehungen {\displaystyle {\overline {AB}}={\overline {AC}}={\overline {AD}}={\overline {BC}}={\overline {BD}}=2} und {\displaystyle {\overline {AF}}={\overline {AX}}={\overline {BE}}={\overline {BX}}=4}.
Da {\displaystyle ABC} und {\displaystyle ABD} gleichseitige Dreiecke mit der Seitenlänge {\displaystyle 2} sind und jeweils die Höhe {\displaystyle {\overline {OC}}={\overline {OD}}} haben, gilt nach dem Satz des Pythagoras {\displaystyle {\overline {OD}}^{2}+1^{2}=2^{2}}, also {\displaystyle {\overline {OC}}={\overline {OD}}={\sqrt {3}}}.
Da {\displaystyle ABX} ein gleichschenkliges Dreieck mit der Grundseitenlänge {\displaystyle 2} und der Schenkellänge {\displaystyle {\overline {AX}}={\overline {BX}}=4} ist und die Höhe {\displaystyle {\overline {OX}}} hat, gilt nach dem Satz des Pythagoras {\displaystyle {\overline {OX}}^{2}+1^{2}=4^{2}}, also {\displaystyle {\overline {OX}}={\sqrt {15}}}.
{\displaystyle {\frac {{\overline {CD}}+{\overline {DX}}}{\overline {CD}}}={\frac {{\overline {CO}}+{\overline {OX}}}{\overline {CD}}}={\frac {{\sqrt {3}}+{\sqrt {15}}}{2\cdot {\sqrt {3}}}}={\frac {1+{\sqrt {5}}}{2}}=\Phi }.
Somit teilt der Punkt {\displaystyle D} die Strecke {\displaystyle CX} im Goldenen Schnitt.